# 사각형

사각형

기하학에서 사각형(四角形, 영어: quadrilateral)은 평면 위 4개의 선분으로 둘러싸인 도형이다. 이 선분들을 사각형의 변이라고 하고, 두 선분의 공통 끝점을 사각형의 꼭짓점이라고 한다. 사각형은 다각형에서 변과 꼭짓점이 각각 4개인 경우이며, 다른 다각형과 같이, 네 선분으로 구성된 닫힌 꺾은선으로 정의되거나, 이들을 경계로 하는 닫힌 영역으로 정의된다. (여기서 닫힌 꺾은선은 꺾은선의 양 끝점을 이어 끝점의 구분이 없어졌다는 뜻이며, 닫힌 영역은 이 집합이 경계를 포함한다는 뜻이다.) 꼭짓점이 아닌 교점을 갖는 두 변이 존재하지 않는 사각형을 단순 사각형이라고 부른다. 단순 사각형은 모든 내각이 180도보다 작은 경우와 180도보다 큰 내각을 갖는 경우로 분류된다. 전자를 볼록 사각형이라고 하고, 후자를 오목 사각형이라고 한다. 볼록 사각형의 경계 위 두 점 사이의 선분은 항상 사각형 내부에 포함되며, 오목 사각형은 이러한 성질을 만족시키지 않는다. 사각형이라는 용어는 흔히 볼록 사각형만을 가리킨다. 사각형의 네 꼭짓점이 한 평면 위의 점이 아닐 수 있도록 허용하면 꼬인사변형의 개념을 얻는다. 꼬인사변형은 일반적으로 사각형에 포함시키지 않는다.
단순 사각형의 4개의 내각의 합은 항상 360도이다. 이는 단순 {\displaystyle n}각형의 내각의 합이 항상 {\displaystyle 180(n-2)}도라는 사실의 특수한 경우이다. 사다리꼴과 평행 사변형, 직사각형, 마름모, 정사각형은 볼록 사각형의 일부 기초적인 종류이다. 예를 들어, 평행 사변형은 마주보는 두 쌍의 변이 각각 평행하는 사각형이며, 직사각형은 모든 내각이 직각인 사각형이다. 앞에 나온 종류는 뒤에 나온 종류에 포함된다. 예를 들어, 모든 직사각형은 평행 사변형이다. 이는 모든 내각이 직각인 사각형의 각 쌍의 대변은 평행한다는 말과 같다. 단순 사각형의 넓이는 일상적인 의미와 일치한다. 예를 들어, 직사각형의 넓이는 가로변과 세로변의 길이의 곱이며, 보다 일반적으로 평행 사변형의 넓이는 밑변의 길이와 높이의 길이의 곱이다. 그 밖에도 사각형의 많은 성질들이 발견되었다. 바리뇽 정리에 따르면, 사각형의 네 변의 중점을 연결하면 평행 사변형을 얻는다. 이는 삼각형에 대한 중점 연결 정리를 통해 증명할 수 있으며, 볼록 사각형이나 단순 사각형에 국한되지 않고 심지어 꼬인 사각형에서도 성립한다.
사변형(四邊形)이라는 용어는 사각형을 대신할 수 있으나, 사영 기하학에서는 사각형과 관련된 다른 의미로 쓰인다.

## 정의
사각형은 변이 4개인 (따라서 꼭짓점도 4개인) 다각형으로 정의된다. 구체적으로, 평면 위 네 점 {\displaystyle A}, {\displaystyle B}, {\displaystyle C}, {\displaystyle D}가 공선점인 세 점을 포함하지 않는다고 하자. 그렇다면 사각형 {\displaystyle ABCD}는 선분 {\displaystyle AB}, {\displaystyle BC}, {\displaystyle CD}, {\displaystyle DA}으로 둘러싸인 도형으로 정의된다.
이 네 점 {\displaystyle A}, {\displaystyle B}, {\displaystyle C}, {\displaystyle D}를 사각형 {\displaystyle ABCD}의 꼭짓점이라고 하고, 이 네 선분 {\displaystyle AB}, {\displaystyle BC}, {\displaystyle CD}, {\displaystyle DA}를 사각형 {\displaystyle ABCD}의 변이라고 한다. 사각형의 두 변이 같은 꼭짓점을 공유하면 두 변을 서로 이웃변이라고 하고, 반대로 공통 꼭짓점을 갖지 않을 경우 대변이라고 한다. 즉, 사각형 {\displaystyle ABCD}의 네 쌍의 이웃변은 {\displaystyle AB}와 {\displaystyle BC}, {\displaystyle BC}와 {\displaystyle CD}, {\displaystyle CD}와 {\displaystyle DA}, {\displaystyle DA}와 {\displaystyle AD}이고, 두 쌍의 대변은 {\displaystyle AB}와 {\displaystyle CD}, {\displaystyle AD}와 {\displaystyle BC}이다. 사각형의 두 꼭짓점을 잇는 선분 가운데 변이 아닌 것들을 사각형의 대각선이라고 한다. 즉, 사각형 {\displaystyle ABCD}의 두 대각선은 선분 {\displaystyle AC}와 {\displaystyle BD}이다. 이것은 또한 사각형의 종류와 성질을 이용하여 특정 조건을 만족하면 ○, 그렇지 않으면 ×로 나타낼 수 있다. 이에 따라 나타내어보면 각각 다음과 같다.
또한 그 외에도 사각형의 다른 조건을 만족하는지 아닌지에 대한 경우는 아래의 표와 같다.
| 조건을 항상 만족하는 경우만 '예'에 해당함                              | 정사각형 | 직사각형 | 마름모 | 평행사변형 | 등변사다리꼴 | 사다리꼴 | 연꼴   |
| ---------------------------------------------------------------------- | -------- | -------- | ------ | ---------- | ------------ | -------- | ------ |
| 변의 길이가 모두 같은가?                                               | 예       | 아니요   | 예     | 아니요     | 아니요       | 아니요   | 아니요 |
| 각의 크기가 모두 같은가?                                               | 예       | 예       | 아니요 | 아니요     | 아니요       | 아니요   | 아니요 |
| 한 쌍의 대변이 평행한가?                                               | 예       | 예       | 예     | 예         | 예           | 예       | 아니요 |
| 두 쌍의 대변이 평행한가?                                               | 예       | 예       | 예     | 예         | 예           | 아니요   | 아니요 |
| 한 쌍의 대변의 길이가 같은가?                                          | 예       | 예       | 예     | 예         | 예           | 아니요   | 아니요 |
| 한 쌍의 대각의 크기가 같은가?                                          | 예       | 예       | 예     | 예         | 아니요       | 아니요   | 예     |
| 두 쌍의 대변의 길이가 각각 같은가?                                     | 예       | 예       | 예     | 예         | 아니요       | 아니요   | 아니요 |
| 두 쌍의 대각의 크기가 각각 같은가?                                     | 예       | 예       | 예     | 예         | 아니요       | 아니요   | 아니요 |
| 밑변의 두 밑각의 크기가 같은가?                                        | 예       | 예       | 아니요 | 아니요     | 예           | 아니요   | 아니요 |
| 꼭지각의 두 변의 길이가 같은가?                                        | 예       | 아니요   | 예     | 아니요     | 아니요       | 아니요   | 예     |
| 두 대각선이 중점에서 교차하는가?                                       | 예       | 예       | 예     | 예         | 아니요       | 아니요   | 아니요 |
| 두 대각선이 서로 수직인가?                                             | 예       | 아니요   | 예     | 아니요     | 아니요       | 아니요   | 예     |
| 두 대각선의 길이가 같은가?                                             | 예       | 예       | 아니요 | 아니요     | 예           | 아니요   | 아니요 |
| 두 대각선이 서로를 이등분하는가?                                       | 예       | 예       | 예     | 예         | 아니요       | 아니요   | 아니요 |
| 두 대각선 중 다른 대각선을 이등분하는 것이 존재하는가?                 | 예       | 예       | 예     | 예         | 아니요       | 아니요   | 예     |
| 한 대각선이 도형을 이등분하는가?                                       | 예       | 예       | 예     | 예         | 아니요       | 아니요   | 예     |
| 두 대각선이 도형을 사등분하는가?                                       | 예       | 아니요   | 예     | 아니요     | 아니요       | 아니요   | 아니요 |
| 한 쌍의 대변의 중점을 연결한 직선이 도형을 이등분하는가?               | 예       | 예       | 예     | 예         | 예           | 아니요   | 아니요 |
| 합동인 두 도형으로 등분하는 방법이 무수히 많은가?                      | 예       | 예       | 예     | 예         | 아니요       | 아니요   | 아니요 |
| 두 대각선 중 적어도 하나에 대해 대칭인가?                              | 예       | 아니요   | 예     | 아니요     | 아니요       | 아니요   | 예     |
| 한 쌍의 대변의 중점을 연결한 두 직선 중 적어도 하나에 대하여 대칭인가? | 예       | 예       | 아니요 | 아니요     | 예           | 아니요   | 아니요 |
| 이웃한 두 내각의 합이 180°인가?                                        | 예       | 예       | 예     | 예         | 아니요       | 아니요   | 아니요 |
| 이웃한 두 변의 길이의 합이 각각 같은가?                                | 예       | 예       | 예     | 예         | 아니요       | 아니요   | 아니요 |
| 외접원이 존재하는가?                                                   | 예       | 예       | 아니요 | 아니요     | 예           | 아니요   | 아니요 |
| 내접원이 존재하는가?                                                   | 예       | 아니요   | 예     | 아니요     | 아니요       | 아니요   | 아니요 |
| 자기쌍대인가?                                                          | 예       | 아니요   | 아니요 | 예         | 아니요       | 아니요   | 아니요 |
| 항상 서로 닮음 관계인가?                                               | 예       | 아니요   | 아니요 | 아니요     | 아니요       | 아니요   | 아니요 |

정사각형만이 유일하게 위의 모든 조건을 만족하며, 2차원 이상의 도형 중에서는 유일하게 초입방체이면서 정축체이다. 반면 사다리꼴은 한 쌍의 대변이 평행하다는 정의를 제외하고는 어떤 조건도 항상 만족하지는 않는다.

## 분류
사각형은 다음과 같이 분류된다.
- 단순 사각형: 꼭짓점이 아닌 교점을 갖는 두 변이 존재하지 않는 사각형
  - 볼록 사각형: 둘레 위의 두 점 사이의 선분이 항상 사각형 내부에 포함되는 사각형
  - 오목 사각형: 볼록 사각형이 아닌 사각형
- 교차 사각형: 단순 사각형이 아닌 사각형

즉, 임의의 사각형은 볼록 사각형과 오목 사각형, 교차 사각형 가운데 정확히 하나에 속한다.
| - 일반적인 사각형 - 사다리꼴 - 등변사다리꼴 - 연꼴 - 평행사변형 - 마름모 - 직사각형 - 정사각형 |

단순 사각형의 일부 종류는 다음과 같다.
- 사다리꼴: 한 쌍의 대변이 평행한 단순 사각형
- 연꼴: 각 변이 이웃한 두 변 중 적어도 하나와 길이가 같은 단순 사각형
- 평행 사변형: 두 쌍의 대변이 평행한 단순 사각형
- 등변 사다리꼴: 평행한 한 쌍의 변 중 하나의 양 밑각의 크기가 같은 사다리꼴
- 직사각형: 네 내각이 모두 직각인 단순 사각형
- 마름모: 네 변의 길이가 모두 같은 단순 사각형
- 정사각형: 네 변의 길이가 모두 같고 네 내각이 모두 직각인 단순 사각형

명칭이 따로 붙어있는 사각형 중에선 연꼴이 오목 사각형일 수 있는 점을 제외하면 모두 볼록 사각형이다. 이들 종류 사이의 함의 관계는 다음과 같다.

## 성질

### 대각선
볼록 사각형의 두 대각선은 사각형 내부에 포함된다.:52, §3.1 오목 사각형의 두 대각선 가운데 하나는 사각형 내부에 포함되고 하나는 사각형 외부에 포함된다.:52, §3.1 교차 사각형의 두 대각선은 사각형 외부에 포함된다.:52, §3.1

### 넓이
사각형의 두 대각선의 길이를 {\displaystyle e}, {\displaystyle f}라고 하고 두 대각선 사이의 각의 크기를 {\displaystyle \theta }라고 할 경우, 넓이는
{\displaystyle S={\frac {1}{2}}ef\sin \theta }
이다.
사각형의 두 대각선의 중점과 한 쌍의 대변의 교점을 꼭짓점으로 하는 삼각형을 생각하자. 이 삼각형의 넓이는 원래 사각형이 단순 사각형일 경우 원래 사각형의 넓이의 1/4이고, 교차 사각형일 경우 나비 모양을 이루는 두 삼각형의 넓이의 차의 절댓값의 1/4이다.:55, §3.1, Theorem 3.14
사각형 {\displaystyle ABCD}의 네 변 {\displaystyle AB}, {\displaystyle BC}, {\displaystyle CD}, {\displaystyle DA}의 중점을 각각 {\displaystyle P}, {\displaystyle Q}, {\displaystyle R}, {\displaystyle S}라고 하자. 바리뇽 정리에 따르면, 사각형 {\displaystyle PQRS}는 평행 사변형이다. 또한, 이 평행 사변형의 넓이는 원래 사각형이 단순 사각형일 경우 원래 사각형의 넓이의 1/2이고, 교차 사각형일 경우 나비 모양을 이루는 두 삼각형의 넓이의 차의 절댓값의 1/2이다.:53, §3.1, Theorem 3.11

#### 평행사변형의 넓이
평행사변형의 넓이는 밑변과 높이의 곱이다.
평행사변형의 이웃한 두 변의 길이를 {\displaystyle a}, {\displaystyle b}라 하고, 그 끼인각을 {\displaystyle \theta }라 하면, 넓이는
{\displaystyle S=ab\sin \theta }
이다. 이는 밑변을 {\displaystyle b}라고 하면, 높이는 {\displaystyle a\sin \theta }이기 때문이다.

### 무게 중심
사각형의 각 쌍의 대변의 중점을 잇는 직선과 두 대각선의 중점을 잇는 직선은 공점선이며, 서로가 서로를 이등분한다.:54, §3.1, Theorem 3.12 이들의 교점은 사각형의 네 꼭짓점의 무게 중심이다. 볼록 사각형일 경우 이 점을 이 사각형의 무게 중심으로 정의하나, 이는 일반적으로 사각형의 내부의 무게 중심과 일치하지 않는다.

## 같이 보기
- 방형 (지리학)